# سوادآموزی در ایران

مرد بالغ همراه با کودک در حال سوادآموزی؛ قزوین ۱۳۴۴

سوادآموزی یکی از مهم‌ترین مسائل آموزش و پرورش جامعه ایران محسوب می‌شود، چرا که برپایه آمار منتشر شده مرکز پژوهش‌های مجلس در سال ۱۳۹۸ خورشیدی، ایران بالغ بر روی ۸۹۷۵۵۵۳ نفر بی‌سواد دارد (بیش از ده درصد از کل جمعیت)
در سال ۱۹۳۶ (۱۳۱۵ خورشیدی) کمپین سوادآموزی بزرگسالان با ایجاد کلاس‌های بزرگسالان، به ویژه برای پایین‌ترین رده از کارمندان دولت آغاز می‌شود.

## تاریخ باسوادی در ایران
مردمان تمدن جیرفت که به‌طور معتبر از ۵۰۰۰ سال پیش از میلاد در فلات ایران (در نزدیکی کرمان امروزی) حضور داشتند از سطح سواد و آگاهی مناسبی برخوردار بوده‌اند. برای نمونه می‌توان از روش‌های محاسبه‌ای که در آن زمان برای بازرگانی و تجارت به کار می‌رفته و امروزه در کاوشگاه باستانی جیرفت بدست آمده‌است، از سطح آگاهی مردمان ساکن فلات ایران در آن دوران آگاه شد.
همچنین از سنگ‌نوشته‌ای که در آن خط نوشتاری به کار رفته‌است و مربوط به ۳۲۰۰ پیش از میلاد است می‌توان نتیجه گرفت که مردمان تمدن جیرفت ایران اولین مخترعان خط بوده‌اند. تا پیش از این پنداشته می‌شد سومریان مخترع خط بوده‌اند. اما با کاوشی که در نوامبر سال ۲۰۰۷ انجام شد، این تصور دگرگون شد.
همچنین در دوران زرتشت و بواسطهٔ آموزه‌های او، اندیشه‌های فلسفی و جُستارهای علمی در میان ایرانیان رواج یافت. در دوران هخامنشی (حدوداً ۵۰۰ پیش از میلاد) و در دوران پادشاهی کوروش بزرگ و داریوش بزرگ که عدل و داد در ایران رواج یافته بود و دادگاه‌ها در همهٔ امپراطوری رونق داشتند، بسیاری از مردم، فرزندان خود را برای فراگیری و آموزش اصول قضاوت، برای آموزش به آموزشگاه‌ها می‌فرستادند. آن چنان‌که از استوانهٔ معروف کوروش بزرگ برمی‌آید، مردم ایران در آن زمان مردمانی متمدن و آگاه بوده‌اند.
در آن زمان فیلسوفان بسیاری چون استانس در ایران زاده شدند که استاد فیلسوفان پیشاسقراطی یونانی مشهوری چون دموکریتوس بوده‌اند.
در دوران اشکانیان (حدوداً هم‌زمان با میلاد مسیح) روابط دوستانه‌ای میان زرتشتیان و مسیحیان وجود داشت و بسیاری از مردم در این دوره بواسطهٔ برخورد مذهبی و اندیشه‌ای این دو دین، درگیر مسائل فلسفی شده بودند، که محصول آن ظهور ادیان جدیدی چون مانیگری در دوران ساسانیان بود. در دوران ساسانیان (پس از میلاد مسیح) نیز پادشاهان ساسانی چون شاپور اول، اهمیت ویژه‌ای بر امر دانش می‌گذاردند و در همان دوران بود که بزرگ‌ترین دانشگاه پزشکی جهان باستان، به نام گندی‌شاپور گشوده شد. گندی‌شاپور همچنین دارای کتابخانهٔ بسیار بزرگی بود که بعدها به دستور عمر، خلیفهٔ دوم اهل سنت به آتش کشیده شد. در دوران ساسانیان بسیاری از منابع پیشینیان سامان گرفته بود و به صورت نوشته و کتاب درآمده بود.
پس از حملهٔ اعراب نیز ایرانیان همچنان در سواد و دانش پیشتاز بودند، به گونه‌ای که بیشتر امور اداری و نوشتاری دربار حاکمان عرب، به دست ایرانیان انجام می‌شد.
ظهور شاعران بزرگی چون فردوسی، مولوی، خیام، نظامی، حافظ و سعدی، کشتی دانش و حکمت را بر واژگان منظم سوار کرد، که خود عامل نگهداری و حفظ زبان پارسی شد. بر خلاف همهٔ دیگر کشورهای گشوده شده به دست اعراب چون مصر و لبنان و دیگر کشورها که زبان عربی جایگزین زبان بومی شد، ولی ایرانیان به واسطهٔ فرهنگ کهن و پربار خود، مغلوب این زبان بیگانه نشدند و تنها به پذیرش دین اسلام اکتفا کردند. فیلسوفان و دانشمندان بزرگی چون ابن سینا، ابوریحان بیرونی، خیام، ملاصدرا و فارابی و صدها کس دیگر نیز در این دوران شکوفا شدند.
در این دوران سواد آموزی بیشتر در مکتب خانه‌ها انجام می‌شد که آموزگار غالباً آموزش دیدهٔ دروس مذهبی بوده‌است.
در دوران قاجار نیز، ۷ روز پیش از قتل امیرکبیر، نخستین دانشگاه رسمی ایران راه‌اندازی شد که دارالفنون نام داشت و استادان ایرانی تحصیل‌کرده در اروپا در آن به آموزش دانش و فنون جدید می‌پرداختند.

## پیشینه برنامه‌های سوادآموزی در ایران
سازمان‌های زیر تاکنون با هدف سواد آموزی به بزرگسالان در ایران فعالیت نموده‌اند:
1. سازمان تعلیمات اکابر (۱۳۲۰–۱۳۱۵)
2. سازمان آموزش سالمندان (۱۳۳۵–۱۳۳۲)
3. سازمان آموزش بزرگسالان (۱۳۴۳–۱۳۳۵)
4. کمیته ملی پیکار جهانی با بی‌سوادی(۱۳۵۵–۱۳۴۳)
5. سازمان جهاد ملی سوادآموزی (۱۳۵۷–۱۳۵۵)
6. نهضت سوادآموزی(۱۳۵۸ تاکنون)

می‌توان سال ۱۲۸۶، یعنی زمان تشکیل اولین کلاس‌های اکابر را سرآغاز فعالیت‌های سوادآموزی دانست.  برنامه‌های سوادآموزی ایران را تا سال ۱۳۵۰ را می‌توان چهار مرحله دانست.
در اول مهر ۱۳۰۵ نخستین دوره‌های آموزش اکابر (بزرگسالان) زیر نظر وزارت معارف به صورت کلاسهای شبانه در ده مدرسه تهران و با هشتصد دانش‌آموز آغاز شد.
سازمان تعلیمات اکابر اولین سازمانی است که به‌طور رسمی برای با سواد کردن بزرگسالان در ایران در سال ۱۳۱۵ تأسیس شد. در این دوره با استفاده از فضای مدرسه‌های موجود کلاس‌های شبانه برای بزرگسالان تشکیل گردید. فعالیت‌های این سازمان تا زمان اشغال ایران در شهریورماه ۱۳۲۰ ادامه داشت.
در ابتدا سوادآموزی تنها با هدف کاستن از تعداد بی‌سوادان و بدون توجه به ملاحظات اقتصادی-اجتماعی بود. در این دوره که از سال ۱۳۱۵ تا ۱۳۴۱ ادامه داشت، پیوند بین آموزش ابتدایی و بزرگسالان گسسته بود.
در مرحله دوم یعنی در دوره ۱۳۴۱ تا ۱۳۴۳ سوادآموزی به عنوان ابزاری برای تحقق اهداف توسعه و عمران کشور تلقی شده‌است. تأسیس سپاه دانش در سال ۱۳۴۱ نیز ظاهری با همین هدف صورت گرفته‌است.
مرحله سوم خصوصیات خاصی دارد که مهم‌ترین آن تشکیل سازمان جهانی به نام «کمیته بین‌المللی پیکار جهانی با بی‌سوادی» است. در این مرحله، اثرات اقتصادی سواد مورد توجه قرار گرفت و تشکیلات سوادآموزی متحول شد. فعالیت کمیته ملی پیکار با بی‌سوادی تا سال ۱۳۴۹ بیشتر در اجرای برنامه‌های آموزشی خلاصه می‌شد. تجربیات حاصل از اجرای برنامه‌های سوادآموزی در این دوره اتخاذ این راهبرد را، که امور اجرایی برنامه‌های سوادآموزی به ادارات و سازمان‌های دولتی واگذار شود و کمیته ملی پیکار با بی‌سوادی در نقش برنامه‌ریز و طراح طرح‌های اجرایی و نیز تدبیر امور سوادآموزی فعالیت نماید، ضرورت بخشید. لکن، تمام این تدابیر نتایج مورد انتظار را به دست نیاورد و با وجود افزایش نرخ سواد، تعداد بی‌سوادان همچنان افزایش یافت.
پس از پیروزی انقلاب ایران (۱۳۵۷) در سال ۱۳۵۷ و آغاز دوبارهٔ فعالیت‌های سوادآموزی امیدهای تازه‌ای به وجود آمد اما سرشماری ۱۳۶۵ آشکار ساخت که باوجود گسترش آموزش ابتدایی و اجرای فعالیت‌های سوادآموزی در مناطق شهری و روستایی و به‌ویژه در میان دختران و زنان، قدر مطلق بی‌سوادان افزایش یافته و از ۱۴٫۲ میلیون نفر در سال ۱۳۵۵ به ۱۴٫۷ میلیون نفر در سال ۱۳۶۵ رسیده‌است. البته نرخ باسوادی در دههٔ یادشده از ۴۱٫۷ به ۶۲ درصد ارتقا یافته‌است. در سال ۱۳۸۵ درصد باسوادان به ۸۴ درصد رسیده‌است.

### ارزیابی فعالیت‌های سوادآموزی پیش از پیروزی انقلاب اسلامی
سوادآموزی بزرگسالان از سال ۱۲۸۶ با تشکیل کلاس‌های اکابر در شیراز آغاز شد. اما برنامه‌ریزی و تلاش برای مبارزه با بی‌سوادی در روستاها و در میان کودکان لازم التعلیم عملی در سال ۱۳۴۱ و با ایجاد سپاه دانش آغاز شد. اجرای وسیع برنامه‌های سوادآموزی نیز با تشکیل سازمان کمیته ملی پیکار با بی‌سوادی در سال ۱۳۴۳ مقدور گشت.
۱. سال ۱۲۸۶: تشکیل کلاس‌های اکابر در شیراز به همّت مشروطه خواهان
۲. سال ۱۲۸۸: تصویب آموزش اجباری همگانی برای کودکان هفت سال به بالا
۳. سال ۱۳۱۵: تصویب نظام‌نامه اکابر مبنی بر تشکیل کلاس‌های اکابر در مدارس دولتی و موظف نمودن کارکنان بی‌سواد دولت و موسسات عمومی و پیشه وران برای شرکت در این کلاس‌ها
۴. سال ۱۳۲۲: آغاز فعالیت کلاس‌های اکابر
۵. سال ۱۳۲۸: تأسیس اولین کلاس آموزش بزرگسالان در ورامین
۶. سال ۱۳۳۵: تجدید نظر در برنامه تعلیمات اساسی و ایجاد بنگاه عمران وزارت کشور و تهیه و تنظیم کتاب‌های «همه باسواد شویم»
۷. سال ۱۳۴۱: ایجاد سپاه دانش
۸. سال ۱۳۴۶: اجرای طرح تجربی سوادآموزی تابعی (حرفه‌ای) در اصفهان و دزفول
۹. سال ۱۳۵۵: ارائه و اجرای طرح جهاد ملی سوادآموزی

### بررسی فعالیت‌های سوادآموزی از دههٔ ۱۳۳۰ تا سال ۱۳۵۷
از فعالیت‌های سوادآموزی پیش از سال ۱۳۳۴ به دلیل کمبود اطلاعات نمی‌توان برداشت درستی ارائه داد. آمارهای منتشره از مراجع مختلف در سال‌های ۱۳۳۴ تا ۱۳۵۷ هم عمومی ضد و نقیض بوده‌است. در عین حال، برای ارزیابی فعالیت‌ها، آمار رسمی وزارت آموزش و پرورش به عنوان آمار معتبر مورد بررسی قرار گرفته‌است.
در طی سال‌های ۱۳۳۴ تا ۱۳۴۴، بالغ بر ۳٫۶ میلیون نفر از بزرگسالان تحت پوشش برنامه‌های سوادآموزی اداره آموزش بزرگسالان قرار داشته‌اند. در اولین سال ارائه برنامه‌های سوادآموزی، تنها ۱۲۹۹۵ نفر در کلاس‌ها شرکت کرده‌اند. اما از سال ۱۳۳۵، فعالیت‌ها شدت گرفت و به بالاترین میزان خود یعنی ۴۵۰ هزار نفر در سال ۱۳۴۳ رسید.
ایجاد سپاه دانش در سال ۱۳۴۱ و به‌کارگیری سربازان نظام وظیفه در آموزش کودکان مناطق روستایی سبب شد تا هر ساله تعداد بیشتری از کودکان لازم التعلیم تحت پوشش آموزش ابتدایی قرار گیرند و نیز تعداد بزرگسالان مشمول برنامه‌های سوادآموزی افزایش یابد. در سال ۴۲–۱۳۴۱ که اولین سال اجرای طرح سپاه دانش است، هشتاد و پنج هزار نفر از کودکان سنین ۶ تا ۱۵ سال و شصت و پنج هزار نفر از بزرگسالان تحت پوشش آموزش قرار گرفته‌اند. این ارقام در سال‌های بعد افزایش یافته و در سال ۵۷–۱۳۵۶ به بالاترین میزان یعنی ۷۰۶۲۷۱ نفر رسیده‌است. نکته قابل توجه آن که تعداد دانش آموزان و سوادآموزان دختر تحت پوشش برنامه‌های سپاه دانش در مدت اجرای طرح بین ۱۵ تا ۳۰ درصد در نوسان بوده‌است و به‌طور کلی در حال افزایش بوده‌است. همچنین در طی سال‌های ۵۸–۱۳۴۱، معادل ۳٫۱ میلیون نفر از بزرگسالان زیر پوشش برنامه‌های سوادآموزی سپاه دانش قرار گرفته‌اند.

### ارزیابی برنامه‌های سوادآموزی پس از پیروزی انقلاب اسلامی
هنگامی که در ۷ دی ۱۳۵۸ به دستور آیت الله خمینی، نهضت سوادآموزی تشکیل شد، جمعیتی بالغ بر ۱۴ میلیون نفر بی‌سواد در کشور وجود داشت. در آن زمان شور و شوق مردم برای مشارکت در فعالیت‌های اجتماعی در بالاترین حد خود بود. بی شک این اشتیاق‌ها بهترین فرصت و زمینه برای حرکتی بنیادی برای ریشه‌کنی بی‌سوادی بود. اما متأسفانه به دلیل جنگ سنگین تحمیلی و درگیری‌های داخلی و در نتیجه عدم ثبات کشور امکان بهره‌گیری از توان مردم و دولت میسر نبود چرا که توان مردم و دولت مصروف دفاع از کشور بود.
در طول جنگ بیشتر بودجه کشور صرف هزینه‌های دفاعی می‌شد و جنگ مهم‌ترین مسئلهٔ کشور بود که باعث می‌شد سایر امور کشور از جمله سوادآموزی مورد کم توجهی قرار گیرد. پس از پایان جنگ نیز به دلیل خرابی کشور بیشتر امکانات کشور در جهت سازندگی قرار گرفت. همچنین گذشت زمان بر انگیزه‌ها و علاقه‌ها تأثیر منفی گذاشت؛ و پس از آن هم نهضت سوادآموزی به خوبی عمل نکرد.
از آمار فعالیت‌های نهضت در سال‌های ۱۳۵۹ و ۱۳۶۰ اطلاع دقیقی در دست نیست. تنها اعلام شده طی این سال‌ها ۷۴۱ هزار نفر زیر پوشش برنامه‌های سوادآموزی قرار گرفته‌اند. در سال ۱۳۶۱ نهضت سوادآموزی طرح ضربتی سوادآموزی را مطرح کرد، لکن طرح یادشده شکست خورد. طرح آموزش فردبه‌فرد در سال ۱۳۶۲ مطرح شد که براساس آن افراد باسواد خانوادهٔ بی‌سوادان را یاری می‌کردند تا به مهارت‌های سوادآموزی دست یابند. از آن زمان به بعد طرح‌های گوناگون دیگری به اجرا درآمده‌است که شامل طرح‌های «گامی به سوی نور»، «سرباز معلم»، «لازم التعلیم» و «مساجد» می‌شود. علاوه بر آن نهضت سعی کرده‌است که مهاجران جنگ تحمیلی، مهاجران افغانی و عراقی، اسیران جنگی، سربازان و کارکنان دولت را زیر پوشش برنامه‌های خود قرار دهد.
به استثنای سه سال اول فعالیت نهضت، به‌طور متوسط سالانه نزدیک به ۹۰۰ هزار نفر در کلاس‌های سوادآموزی شرکت کرده‌اند. بالاترین میزان شرکت در سال ۱۳۶۶ (۱٬۶۶۰٬۰۰۰ نفر) و کمترین مقدار آن در سال ۱۳۶۳ (برابر با ۸۴۴٬۰۰۰ نفر) صورت گرفته‌است.
آمار نشان می‌دهد که همواره تعداد زنان تقریباً دو برابر تعداد مردان بوده‌است. این فرض وجود دارد که بی‌سوادان مرد به دلیل اشتغال و در نتیجه به خاطر کمبود وقت و خستگی مایل به تحصیل نباشند. البته باید توجه داشت که نرخ بی‌سوادی مردان معمول ۲۰ درصد کمتر از زنان بوده‌است.
میزان متوسط قبولی در دوره‌های سوادآموزی طی سال‌های ۶۸–۱۳۵۸ برابر ۴۰ درصد بوده‌است. نکته جالب این که میزان قبولی زنان همواره از مردان بیشتر بوده‌است. حاصل فعالیت‌های سوادآموزی در طول سال‌های ۶۸–۱۳۵۸ نشان می‌دهد که جمعی بالغ بر ۹/۳ میلیون نفر به اخذ کارنامه قبولی از نهضت سوادآموزی شده‌اند.
نکته قابل توجه این که بیشتر معلمان و کارکنان نهضت سوادآموزی دارای مدرک دیپلم و زیر دیپلم هستند و از نظر سطح تحصیلات بیشتر آنان در سطح پایینی هستند؛ و جالب این‌که حتی در دفتر مرکزی نهضت سوادآموزی چند بی‌سواد مشغول به کار هستند.
گفتنی است براساس آخرین نتایج سرشماری عمومی در سال ۱۳۷۵ از میان ۵۲ میلیون نفر جمعیت ۶ ساله و بالاتر کشور ۴۱ میلیون نفر باسواد بوده‌اند و بدین ترتیب میزان باسوادی در کشور معادل ۷۵ درصد است. از مجموعه باسوادان کشور ۵۴ درصد را مردان و۴۶ درصد را زنان تشکیل می‌دهند.

## فعالیت‌های سوادآموزی تابعی در ایران

دختربچهٔ قزوینی، آماده برای سوادآموزی توسط سپاه دانش، ۱۳۴۴

پس از تلاش‌های چندین سالهٔ سوادآموزی در سطح جهان و بررسی نتایج این تلاش‌ها، سرانجام وزیران آموزش و پرورش کشورهای جهان در گردهمایی تهران در سال ۱۳۴۴ مفهوم سوادآموزی تابعی را به عنوان برداشتی کامل و مؤثر از سواد پذیرفتند. در پی این توافق همگانی، قرار شد طرح یادشده به صورت آزمایشی در ۱۱ کشور جهان از جمله ایران به اجرا در آید. گفتنی است منظور از سوادآموزی تابعی یا حرفه‌ای، آموزش سواد و علوم با توجه به شغل افراد و یاد دادن مهارت‌های مربوط به حرفهٔ آنان همراه با سوادآموزی است.
به این منظور دو قطب صنعتی و کشاورزی کشور یعنی دزفول و اصفهان برای اجرای آزمایشی طرح انتخاب شدند و از سال ۱۳۴۶ طرح‌های سوادآموزی تابعی در این دو منطقه به اجرا درآمد. از نکات قابل توجه در آمار سوادآموزان تابعی (حرفه‌ای) سرعت بیشتر رشد تعداد سوادآموزان زن به سوادآموزان مرد است، به‌طوری‌که با گذشت زمان تعداد سوادآموزان زن بر سوادآموزان مرد پیشی گرفته‌است. همچنین در سال‌های ۵۲–۱۳۵۰ تعداد سوادآموزان کاهش یافته‌است. آمار نشان می‌دهد این طرح تا سال ۱۳۵۶ فعال بوده‌است و حتی به شهرهای دیگری مانند ساوه و یزد گسترش پیدا کرده‌است.
اگر چه در سوادآموزی تابعی ایران کم و بیش تمام اصول پیش گفته به عنوان راهبردهای اصلی در نظر گرفته شده بود، لکن به دلیل تأکید زیاد بر محتوای حرفه‌ای برنامه‌ها مسئلهٔ آگاه‌سازی سوادآموزی بسیار ضعیف جلوه کرد.

### آمار سوادآموزان تابعی (حرفه‌ای) ایران طی سال‌های ۱۳۴۶–۱۳۵۶
- سال تحصیلی ۴۷–۱۳۴۶: ۳۰۵۳ نفر
- سال تحصیلی ۴۸–۱۳۴۷: ۷۱۷۹ نفر
- سال تحصیلی ۴۹–۱۳۴۸: ۱۰۴۶۳ نفر
- سال تحصیلی ۵۰–۱۳۴۹: ۵۴۰۷۷ نفر
- سال تحصیلی ۵۱–۱۳۵۰: ۳۳۶۰۰ نفر
- سال تحصیلی ۵۲–۱۳۵۱: ۱۷۱۱۳ نفر
- سال تحصیلی ۵۳–۱۳۵۲: ۲۴۰۹۵ نفر
- سال تحصیلی ۵۴–۱۳۵۳: ۳۰۸۱۱ نفر
- سال تحصیلی ۵۵–۱۳۵۴: ۵۲۷۶۱ نفر
- سال تحصیلی ۵۶–۱۳۵۵: ۶۷۷۸۰ نفر

به طورکلی از آغاز پیدایش کمیتهٔ ملی پیکار با بی‌سوادی در سال ۱۳۴۳ تا پایان آخرین طرح مبارزه با بی‌سوادی (طرح جهاد ملی سوادآموزی) موفقیت‌های بدست آمده ناچیز بوده و مسئولان کمیته پیکار با بی‌سوادی برای گریز از واقعیت‌ها به ساختن آمار غیرواقعی می‌پرداختند. صرفنظر از عدم انسجام سازمانی و آشفتگی برنامه‌ریزی، یکی از مهم‌ترین موانع و مسائل کمیته ملی پیکار با بی‌سوادی، تضاد سیاست‌ها و خط مشی آن سازمان با سیاست‌های وزارت آموزش و پرورش بود.
درواقع، آموزش و پرورش با تکیه بر ارزش‌ها و اصول جاری خود، توان پذیرش طرح‌های غیررسمی و گاه ابداغی سوادآموزی را نداشت و همین امر سبب می‌شد تا فعالیت‌های سوادآموزی مورد بی‌مهری آموزش و پرورش قرار گیرد. یکی از نتایج این امر، کاهش اعتبارات کمیته ملی پیکار در برنامه آموزش کودکان و انتقال اعتبارات آن به آموزش و پرورش بود.
سوادآموزی از طریق رادیو نیز موفقیتی بدست نیاورد. بررسی علل ناکامی این طرح نشان داد که سوادآموزی مستقیم از رادیو و تلویزیون اثر چندانی ندارد و تنها حمایت‌های غیرمستقیم و برنامه‌های تکمیلی از تأثیر بیشتری برخوردار است. در هر حال، سوادآموزی تابعی برتری خود را نسبت به سایر برنامه‌های سوادآموزی گذشته ثابت کرد و برای تکامل آن طرح جهاد ملی مبارزه با بی‌سوادی در سال ۱۳۵۵ شکل گرفت.

## بررسی وضع سواد در ایران در سال‌های ۱۳۵۵ تا ۱۳۶۵
براساس اسناد منتشره از سوی سازمان یونسکو، ایران در سال ۱۳۶۴ هجری شمسی در شمار ۹ کشوری قرار دارد که قدر مطلق بی‌سوادان آن‌ها از ۱۰ میلیون نفر بیشتر است. از این ۹ کشور، ۶کشور در قاره آسیا، ۲کشور در قاره آفریقا ویک کشور در آمریکای لاتین قرار دارد. هند با ۲۴۶ میلیون نفر و ایران با ۱۲ میلیون نفر دارای بیشترین و کمترین تعداد بی‌سواد در این گروه می‌باشند. در این میان پاکستان با ۷۰٫۴ درصد و برزیل با ۲۲٫۳ درصد به‌ترتیب بیشترین و کمترین نرخ بی‌سوادی را داشته‌اند. سایر کشورهای گروه یاد شده چین، نیجریه، بنگلادش، اندونزی و مصرهستند. این ۹ کشور در مجموع بیش از ۶۷۰ میلیون نفر از بی‌سوادان جهان را در خود جای داده‌اند که رقمی نزدیک به ۷۵ درصد کل بی‌سوادان را شامل می‌شود. در آن زمان تعداد کل بی‌سوادان جهان ۸۹۰ میلیون نفر برآورد شده‌است.
میزان بی‌سوادی در ایران در سال ۱۳۶۴ بالغ بر ۴۹ درصد بوده‌است و ۱۲ میلیون نفر بی‌سوادان ایران، ۱٫۳ درصد کل بی‌سوادان جهان را تشکیل داده‌اند.
در سال ۱۳۵۵، جمعیت ۶ سال و بیشتر ایران بالغ بر ۲۷٫۵ میلیون نفر بوده‌است که با رشد متوسط سالیانه ۳٫۶ درصد به ۳۸٫۷ میلیون نفر در سال ۱۳۶۵ رسیده‌است.
تعداد باسوادان جمعیت ۶ سال و بیشتر طی سال‌های ۱۳۵۵ و ۱۳۶۵ به‌ترتیب برابر با ۱۲٫۹ و ۲۳٫۹ میلیون نفر و نرخ باسوادی نیز معادل ۴۷ و ۶۱ درصد بوده‌است. به استناد ارقام یاد شده طی ده سال ۶۵–۱۳۵۵، نزدیک به ۱۱ میلیون نفر به باسوادان کشور اضافه شده‌است و نرخ باسوادی نیز حدود ۱۴ درصد افزایش یافته‌است. لکن طی ده سال یاد شده با وجود افزایش تعداد باسوادان و نرخ باسوادی، قدر مطلق تعداد بی‌سوادان کاهش نیافته و حتی معادل ۴۰۰ هزار نفر افزایش داشته‌است.
از کل جمعیت ۶ سال و بیشتر ایران در سال ۱۳۶۵ حدود ۵٬۸۵۰٬۰۰۰ نفر، یعنی ۳۹٫۵ درصد را مردان تشکیل داده‌اند. تعداد بی‌سوادان زن نیز در حدود ۹ میلیون نفر و سهم آن‌ها در کل جمعیت بی‌سواد حدود ۶۰٫۵ درصد بوده‌است. مقایسه ارقام و نسبت‌های بالا نشان می‌دهد که شدت نابرابری بین زنان و مردان به لحاظ سواد تا چه حد زیاد است.

### بررسی وضع سواد به تفکیک مناطق شهری و روستایی
بیش از ۶۱ درصد بی‌سوادان سال ۱۳۶۵، یعنی حدود ۹ میلیون نفر، در مناطق روستایی سکونت داشته‌اند. ۳۹ درصد باقی‌مانده در مناطق شهری می‌زیسته‌اند که بالغ بر ۵٬۷۷۸٬۰۰۰ نفر بوده‌است؛ که این نابرابری زمانی قابل‌توجه‌تر است که بدانیم درصد جمعیت شهرنشین کشور در سال ۱۳۶۵ برابر ۵۴٫۳ درصد بوده‌است.

### بررسی وضع سواد بر حسب استان در سال ۱۳۶۵
استان تهران با ۲٫۷۸ درصد دارای بالاترین نرخ باسوادی و استان سیستان و بلوچستان با ۳۵٫۹ درصد از کمترین میزان باسوادی در کشور برخوردار بوده‌است.
همچنین استان‌های آذربایجان غربی و شرقی، هرمزگان و کردستان (احتمالاً به دلیل دوزبانه بودن منطقه و مشکلات موجود در تدریس زبان فارسی به نوآموزان با گویش‌های محلی) در آخرین مراتب نرخ باسوادی قرار گرفته‌اند.
در سال ۱۳۷۰، تهران با ۸۵٫۷ درصد و سیستان و بلوچستان با ۵۰٫۳ درصد به ترتیب بالاترین و پایین‌ترین میزان باسوادی بوده‌اند.
در نگاه به آمار نرخ باسوادی در استان‌های کشور متوجه یک نابرابری محسوس می‌شویم که می‌توان گفت دلایل ایجاد این فاصله را باید در مواردی چون نابرابری در وجود امکانات آموزشی و گسترش روزافزون آن، نابرابری در درآمد و ثروت، تنوع فرهنگ و زبان، عملکرد حکومت‌های گذشته در جهت ابقای خود و برخی عوامل دیگر باید جست.
به لحاظ نرخ باسوادی، در مقایسه با کشورهای مشابه و آمار سالیان پیش، پیشرفت چندان مطلوبی‌حاصل نشده‌است. در واقع اگرچه گسترش هر چه بیشتر آموزش ابتدایی در دوران پس از انقلاب اسلامی سبب افزایش جمعیت باسواد شده‌است، لکن افت تحصیلی و ترک تحصیل ازجمله مواردی است که از افزایش نرخ باسوادی جلوگیری می‌کند.
نکته‌ای که قابل توجه‌است این که عده‌ای از افراد بزرگسالی که آموزش‌های سوادآموزی را دیده‌اند و حتی موفق به کسب مدرک سوادآموزی شده‌اند از سطح سواد مطلوبی برخوردار نیستند و حتی پس از مدتی توانایی خواندن و نوشتن را از دست می‌دهند.
عواملی مانند نداشتن دانش و مهارت کافی معلمان سوادآموزی، سن بالا سوادآموزان و در نتیجه پایین بودن سطح یادگیری و انگیزه آنان، عدم پیگیری در ادامه آموزش سوادآموختگان، تکرار نکردن مطالب آموخته شده و به کار نبردن خواندن و نوشتن توسط سوادآموختگان و… باعث این موضوع شده‌است.
آمار نشان می‌دهد در سال ۱۳۶۵ کم و بیش میزان نرخ بی‌سوادی زنان ۶۰ درصد و مردان ۴۰ درصد بوده‌است؛ و میزان نرخ بی‌سوادی روستاییان ۶۰ درصد و شهرنشینان هم ۴۰ درصد بوده‌است. پس میزان نرخ بی‌سوادی زنان و روستاییان با هم برابر و بیشتر از نرخ بی‌سوادی مردان و شهرنشینان بوده‌است؛ که این امر نشان می‌دهد که در سوادآموزی باید به زنان و روستاییان بیشتر توجه شود.
مشکلاتی مانند عدم جذابیت دوره‌های سوادآموزی، بازگشت به بی‌سوادی بسیاری از نوسوادان و عدم تطابق مواد درسی با واقعیت‌های زندگی روزمره سبب شده برنامه‌های سوادآموزی در گسترش سواد چندان موفق نباشند و قدر مطلق بی‌سوادان رو به افزایش بگذارد.

### بررسی وضع سواد برحسب استان در سال ۱۳۸۷
طبق آمار منتشره نهضت سواد آموزی در سال ۱۳۸۷ در گروه سنی ۱۰ تا ۴۹ سال استان تهران دومین رتبه بی‌سوادی کشور را دارد.
درصد بالای بیسوادی در پایتخت کشور مشهود است که با ۴۱۱ هزار و ۸۴۸ بی‌سواد بعد از استان سیستان و بلوچستان قرار گرفته‌است.
براساس این گزارش، نزدیک به ۵۶ درصد از کل بیسوادان یعنی دو میلیون و ۳۳۴ هزار و ۸۱ نفر در گروه سنی ۱۰ تا ۴۹ سال به ترتیب در هشت استان سیستان و بلوچستان، تهران، خوزستان، آذربایجان غربی، خراسان رضوی، آذربایجان شرقی، فارس و کرمان قرار دارند.
با توجه به این وجود استان‌های تهران فارس و کرمان ارتباط دو زبانه بودن منطقه با نرخ بیسوادی چندان معقول به نظر نمی‌رسد.

## تحلیل کیفی سوادآموزی در ایران در پیش از انقلاب اسلامی
میزان باسوادی جمعیت ۶ سال و بیشتر کشور در سال‌های ۱۳۴۵، ۱۳۳۵ و۱۳۵۵ به ترتیب ۲۸، ۱۵ و ۴۱٫۷ درصد بوده‌است. نرخ سواد مناطق روستایی در این سال‌ها نیز به ترتیب ۱۵، ۱۰ و ۲۵ درصد بوده‌است. با فرض صحت این ارقام، باز هم بررسی تطبیقی شاخص‌های یاد شده روند نامطلوب سوادآموزی را نشان می‌دهد.
باید اذعان کرد که بهبود و دگرگونی وضع دشوار زندگی توده‌های بی‌سواد تنها با سوادآموزی محض و بدون نشان دادن فواید و کاربردهای سواد و علوم مختلف در زندگی امکان‌پذیر نخوالهد بود. ضروری است که بی‌سوادان بیش از هر چیز به آن دسته از اهداف و نیازهایی بیندیشند که با بهبود وضع زندگی آنان قرین خواهد بود. این امر سبب ایجاد یا تقویت انگیزه آنان برای مشارکت فعال در امور خواهد شد. در جریان همین مشارکت هاست که افراد بی‌سواد به اهمیت سوادآموزی بیشتر پی خواهند برد و در ضمن کسب شناخت و آگاهی از موانع رشد و پیشرفتشان، فعالانه در آموزش و تربیت شرکت خواهند کرد.
برخی از فعالیت‌های سوادآموزی در پیش از انقلاب موفق بوده‌اند که تدوین کتاب‌های درسی برای مردان و زنان روستایی و جمعیت‌های شهری از این جمله‌است. در این کتاب‌ها سعی شده‌است تا مواد آموزشی از یک سو با واقعیت‌ها و نیازهای فردی و اجتماعی هر گروه مرتبط باشد و از سوی دیگر ضمن تقویت فرایند آگاه‌سازی، به افزایش کارایی و پرورش قوهٔ تحلیل و تصمیم‌گیری سوادآموز کمک نماید. تلاش برای آموزش کودکان لازم التعلیم ازدیگر نکات مثبت برنامه سوادآموزی بود. از سوی دیگر بازگشت به بی‌سوادی نوسوادان، نیاز به دوره‌های تکمیلی آشکار می‌ساخت.

## آمار کلی نرخ باسوادی در ایران طی سال‌های ۱۳۳۵–۱۳۹۰
- سال ۱۳۳۵: ۱۵ درصد
- سال ۱۳۴۵: ۲۸ درصد
- سال ۱۳۵۵:  ۵ / ۴۷  درصد
- سال ۱۳۶۵: ۶۱ درصد
- سال ۱۳۷۵:  ۵ / ۷۹ درصد
- سال ۱۳۸۵: ۸۴ درصد
- سال ۱۳۹۰: ۸ / ۸۴ درصد[۲۰]
- سال ۱۳۹۵: ۶ /۸۷  درصد
- رئیس سازمان نهضت سواد آموزی کشور اردیبهشت ۱۳۹۴ اعلام کرد بر اساس آمارها بیش از ۱۰ میلیون نفر بی سواد در رده سنی بین ۱۰ تا ۴۹ سال در کشور وجود دارد.[۲۱]